# Ernestina de Champourcín
Ernestina de Champourcín   (Vitòria, 10 de juliol de 1905 - Madrid, 27 de març de 1999) fou una poetessa espanyola de la Generació del 27. L'arxiu personal d'Ernestina de Champourcín està a l'Arxiu General de la Universitat de Navarra i és d'accés lliure.

## Biografia
Ernestina Michels de Champourcín Morán de Loredo va néixer en una família catòlica i tradicionalista, que li va oferir una acurada educació (en la qual es reforça el coneixement i ús de diferents llengües) en un ambient familiar, culte i aristocràtic, amb els seus germans.
Son pare era un advocat d'idees monàrquiques, malgrat la seva inclinació liberal - conservadora, Antonio Michels de Champourcín; posseïa el títol de baró de Champourcín, la qual cosa remarcava que la família paterna provenia de la Provença. Per la seva banda, Ernestina Morán de Loredo Castellanos, com s'anomenava sa mare, va néixer a Montevideo, sent l'única filla d'un militar, asturià d'ascendència, amb qui viatjava sovint a Europa.
Al voltant dels 10 anys, es va traslladar, juntament amb la resta de la família, a Madrid, on va ser matriculada al Col·legi del Sagrat Cor, i va rebre preparació de professors particulars, examinant-se com a alumna lliure de batxillerat a l'Institut Cardenal Cisneros. El seu desig d'estudiar a la Universitat es va veure truncat degut en part a l'oposició del seu pare, tot i el suport de la seva mare, disposada a acompanyar-la a les classes, per complir amb la norma aleshores existent per a les dones menors d'edat.
El seu coneixement de francès i anglès, i la seva creativitat, la van portar a començar des de molt jove a escriure poesia en francès, que ella mateixa va destruir en plantejar-se seriosament una vocació literària. Més tard, utilitzaria aquests coneixements d'idiomes per treballar com a traductora per a l'editorial mexicana Fondo de Cultura Económica, durant aproximadament quinze anys (en els quals deixa de publicar poesia), tot i el desconeixement general de la seva faceta de traductora.
El seu amor a la lectura i l'ambient culte familiar la van posar en contacte amb els grans de la literatura universal des de molt petita, creixent amb els llibres de Victor Hugo, Alphonse de Lamartine, Musset, Vigny, Maurice Maeterlinck, Paul Verlaine i de grans místics castellans, com Sant Joan de la Creu i Santa Teresa de Jesús. Més tard, va llegir Valle-Inclán, Rubén Darío, Concha Espina, Amado Nervo i, sobretot, Juan Ramón Jiménez. La figura de Juan Ramón Jiménez té una importància vital en el desenvolupament d'Ernestina com a poetessa, i de fet, sempre fou considerat per ella com el seu mestre.
Com la gran majoria de representants de la seva generació, els primers testimonis de la seva obra poètica són poemes solts publicats a partir del 1923 en diverses revistes de l'època, com ara Manantial, Cartagena Ilustrada o La libertat. El 1926, Maria de Maeztu i Concha Méndez van fundar el Lyceum Club Femenino, proposant amb això la unitat entre les dones, per tal que s'ajudessin en la lluita per intervenir en els problemes culturals i socials del seu temps. Aquest projecte va interessar Ernestina Champourcín, que s'hi va involucrar, encarregant-se de tot allò relatiu a la literatura.
En aquest mateix any Champourcín publica, a Madrid, la seva obra En silencio i li n'envia un exemplar a Juan Ramón esperant el judici i crítica del poeta a la seva primera obra. Malgrat no rebre cap contestació, el seu camí es va creuar amb el de l'admirat poeta i la seva dona -Zenobia Camprubí- a La Granja de Sant Ildefonso. A partir d'aquesta trobada casual va sorgir entre tots dos una amistat que la va portar a considerar-lo el seu mentor, i igual que els va passar, una mica més tard, als seus companys de generació. És així com va entrar en contacte amb alguns dels integrants de la Generació del 27: Rafael Alberti, Federico García Lorca, Luis Cernuda, Jorge Guillén, Pedro Salinas i Vicente Aleixandre. I a més, gràcies el mentor coneix la poesia anglesa clàssica i moderna (Keats, Shelley, Blake, Yeats).
A partir del 1927, Ernestina de Champourcín comença una etapa en la qual publica als diaris (especialment a Heraldo de Madrid i La Época) gairebé exclusivament crítica literària. En aquests articles publicats abans de la guerra civil tracta qüestions com la naturalesa de la poesia pura i l'estètica de la "poesia nova" que treballaven els joves del 27, grup del qual ella mateixa se sentia integrant en compartir la mateixa concepció de la poesia. Publica els seus primers llibres a Madrid –En silencio (1926), Ahora (1928), La voz en el viento (1931), Cántico inútil (1936)–, cosa que la fa ser coneguda en el món literari de la capital. Es pot descobrir una evolució en la seva obra des d'un Modernisme inicial a l'ombra de Juan Ramón Jiménez a una poesia més personal marcada per la temàtica amorosa embolcallada en una rica sensualitat. Potser per això, Gerardo Diego la va seleccionar per a la seva Antologia de la poesía española contemporánea, de 1934.
Al 1930, mentre realitza activitats al Lyceum Club Femení, igual que altres intel·lectuals de la República, coneix Juan José Domenchina, poeta i secretari personal de Manuel Azaña, amb qui contraurà matrimoni el 6 de novembre de 1936.

## La Guerra Civil i l'exili
Poc abans del cop d'estat Ernestina de Champourcín va publicar la que seria la seva única novel·la (ja que a part d'aquesta només va escriure fragments d'una novel·la inconclusa, Mientras allí se muere, en la qual narra les vivències experimentades en el seu treball d'infermera durant la guerra civil): La casa de enfrente. Els esdeveniments polítics que van succeir després de l'inici de la guerra civil, justifiquen que la seva difusió quedés eclipsada. No obstant això, aquesta obra representa una important fita en la literatura escrita per dones, ja que l'autora hi realitza, a través d'una narradora-protagonista, una fina anàlisi sobre la criança, educació i socialització de les nenes burgeses en les primeres dècades del segle xx. Aquesta obra permet considerar Ernestina de Champourcín moderadament feminista.
Durant la Guerra Civil, Juan Ramón i la seva dona, Zenobia Camprubí, preocupats pels nens orfes o abandonats, van fundar una mena de comitè denominat Junta de Protección de Menores. Ernestina de Champourcín s'hi va unir en qualitat d'infermera, però a causa de certs problemes amb alguns milicians va haver de deixar-ho i entrar com a auxiliar d'infermera a l'hospital regentat per Lola Azaña.
Una de les conseqüències del treball del seu marit com a secretari polític d'Azaña, va ser que el matrimoni no va tenir més remei que abandonar Madrid, iniciant un periple que els va portar a València, Barcelona i França, on van estar a Tolosa i París, fins que, finalment, el 1939, van ser convidats pel diplomàtic i escriptor mexicà Alfonso Reyes, que va ser fundador i director de la Casa d'Espanya a Mèxic, convertint aquest país en el lloc definitiu del seu exili.
Malgrat que en un primer moment Ernestina de Champourcín va escriure nombrosos versos per a revistes com Romance i Rueca, la seva activitat creativa es redueix davant les necessitats econòmiques que li van fer centrar l'activitat en la feina de traductora per al Fondo de Cultura Económica i d'intèrpret per a l'Associació de Personal Tècnic de Conferències Internacionals.
La seva estada a Mèxic és una de les seves etapes més fecundes, va publicar Presencia a oscuras (1952), Cárcel de los sentidos (1960) i El nombre que me diste (1960).
El seu mentor, Juan Ramón Jiménez, treballava com a agregat cultural a l'ambaixada espanyola als Estats Units, i altres components del grup del 27 es van exiliar també cap a Amèrica, com va ser el cas, entre d'altres, d'Emilio Prados i Luis Cernuda. Malgrat tot el canvi no va ser fàcil. El matrimoni no va tenir fills, i van suportar de forma molt diferent el trencament amb les seves arrels. Juan José Domenchina, el seu espòs, no es va adaptar a la seva nova vida com a exiliat, i va morir prematurament el 1959; ella, per la seva banda va arribar a tenir forts sentiments d'arrelament amb aquesta seva nova "pàtria". És en aquest moment quan la religiositat viscuda durant la seva infantesa s'aguditza i dona a la seva obra un misticisme desconegut fins al moment, demanant l'any 1952 ingressar a l'Opus Dei. És ara quan publica Hai-kais espirituales (1967), Cartas cerradas (1968) i Poemas del ser y del estar (1972).

## Retorn de l'exili
El 1972, Ernestina de Champourcín va tornar a Espanya. La tornada tampoc no va ser fàcil i va haver de viure un nou període d'adaptació al seu propi país, experiència que va fer sorgir en ella sentiments que reflectí en obres com Primer exilio (1978). Els sentiments de solitud i de vellesa i una invasió de records dels llocs on havia estat i les persones amb qui havia viscut van anar inundant cadascun dels seus posteriors poemaris: La pared transparente (1984), Huyeron todas las islas (1988), Los encuentros frustrados (1991), Del vacio y sus dones (1993) i Presencia del pasado (1996).
L'obra titulada La ardilla y la rosa (Juan Ramón en mi memoria) (1981) és una selecció comentada de la seva correspondència amb Zenobia Camprubí, publicada per l'editorial de la Fundació Zenobia-Juan Ramón Jiménez, i la va titular Los libros de Fausto. Zenobia, per la seva banda, va publicar un petit i revelador llibre titulat Vivir con Juan Ramón, que condensa pàgines del seu "Diario" del 1916 i el seu text "Juan Ramón y yo".
Va morir a Madrid el 27 de març del 1999.

## Reconeixement
Segons Emilio Lamo d'Espinosa, catedràtic de sociologia de la Universitat Complutense i nebot d'Ernestina de Champourcín, una de les raons del silenci sobre l'obra d'aquesta gran literata espanyola és a causa de la seva mística. Per a aquest autor, l'intimisme de la seva obra i el creixent pes de la poesia religiosa, va fer que no se li tingués en compte ni la seva gran tasca social ni el seu compromís en la causa republicana ni les seves activitats en pro del reconeixement dels drets de les dones a ser tractades igual que els seus companys homes. I així ho va fer constar en un homenatge que se li va fer a la poeta a la Residència d'Estudiants de Madrid, l'any 2005, any del centenari del naixement d'Ernestina de Champourcín.
Podria afirmar-se que de Champourcín ha patit la mala sort de les anomenades "terceres vies", en no acabar d'estar clarament ni en la dreta ni a l'esquerra, una mica com li passa, salvant les distàncies, al mateix Ortega y Gasset, rebutjat per uns per ateu i pels altres per elitista, acusat al mateix temps de ser de dretes i de ser d'esquerres.
També considera Emilio Lamo d'Espinosa que la posició d'Ernestina es deu fonamentalment al caràcter de la mateixa autora, a la seva independència de criteri total i rotunda, salvatge, gairebé asocial, i al temps de la seva voluntat de no ser tipificada, categoritzada, cosificada.
Malgrat poder considerar Ernestina de Champourcín com l'única dona que realment va estar en una situació d'igualtat amb la resta dels poetes avui anomenats del 27, el seu reconeixement a Espanya no es produeix fins al 1989, i, a partir d'aquest any, se li concedeix el Premi Euskadi de Literatura en castellà en la modalitat de Poesia (1989), el Premi Dona Progressista, la nominació al Premi Príncep d'Astúries de les Lletres el 1992 i la Medalla al Mèrit Artístic de l'Ajuntament de Madrid el 1997.

## Ernestina de Champourcín i el feminisme
Podria qualificar-se Ernestina de Champourcín de feminista, entenent com a tal la persona que viu una constant preocupació perquè es reconegui el valor de la dona en el món cultural i intel·lectual. És per això que la seva tasca a favor del feminisme, entès d'aquesta manera ben concreta, va ser constant des de molt jove i fins al final de les seves forces.
Per a autors com José Angel Ascunce, Ernestina de Champourcín va lluitar en tot moment per la dignitat de la dona, i reflecteix aquesta opinió en el seu llibre Poesía a través del tiempo.
De totes maneres, la mateixa autora, en una entrevista que li va fer Edith Checa (periodista, locutora i redactora del departament de ràdio de la UNED) el 1997, nega rotundament que se la pugui qualificar de feminista en el sentit general que es dona a aquest terme. Ella només es considerava una poetessa.
Va tenir un interès propi per escriure poesia de la mateixa categoria que la dels homes, a més va col·laborar en diaris buscant explícitament que no fos en pàgines dedicades en exclusiva a dones (les seccions en les quals se solien publicar les col·laboracions femenines), i va demostrar gran audàcia a l'hora de ressenyar els treballs dels poetes.
De fet, la visió de la dona que reflecteix en els seus poemes és cridanera, amb dones actives, que prenen iniciativa, que no es deixen portar, que tracten de ser propietàries de les seves vides.
El seu activisme el va portar a col·laborar des del 1926 al Lyceum Club Femení, que va impulsar Maria de Maeztu, la primera associació femenina espanyola que tenia com a finalitat, segons els seus estatuts, "defensar els interessos morals i materials de la dona, admetent, canalitzant i desenvolupant totes aquelles iniciatives i activitats d'índole exclusivament econòmica, benèfica, artística, científica i literària que redundin en el seu benefici". Més tard, durant l'època de l'exili a Mèxic, va promoure les activitats culturals i formatives entre les dones indígenes que vivien en el Districte Federal, i va animar a algunes dones intel·lectuals d'allà a posar en marxa les seves pròpies associacions i revistes literàries.
Va prestar gran suport i consell, des de finals dels anys 20 fins al final de la seva vida, a totes aquelles dones que acudien a ella en voler dedicar-se a la poesia. Ernestina les convidava no només a escriure, sinó també a donar-se a conèixer, involucrar-se en la vida cultural, etc.
L'atenció gairebé exclusiva que va dedicar al seu marit en els últims anys de la seva vida, i el gir cap a una religiositat més profunda en la seva maduresa, va fer que alguns autors ho considerin com un retrocés respecte als ideals pels quals havia lluitat fins llavors. Per a Ernestina de Champourcín, en canvi, tot això era el fruit lògic de la seva capacitat de decisió com a dona i del seu lliurament cap a allò en què creia. Així, el profund amor que sentia pel seu marit la va portar a tenir cura d'ell quan la necessitava, en uns anys en què l'angoixa per la situació política espanyola i la pena de no poder tornar a la seva pàtria ancoraren Juan José Domenchina en una profunda desesperança. Per la seva banda, amb la poesia religiosa, Ernestina planteja la seva redescoberta de Déu com un ésser alliberador, que omple de sentit i de plenitud la seva vida quotidiana i que li fa sentir necessitat d'escriure novament després d'uns anys de silenci poètic.

## Obra
La poesia d'Ernestina de Champourcín és profunda i lleugera, suau i contundent: melodiosa. Els versos d'Ernestina, són de fàcil i agradable lectura, i va saber-hi expressar encertadament la intensa fondària de la seva ànima. Això fa que la seva temàtica sigui molt diferent de la d'alguns dels seus contemporanis.
En part de la seva obra es rememora la poesia dels grans místics espanyols: Teresa de Jesús i Joan de la Creu, així com l'obra de Juan Ramón Jiménez. De fet, en Presencia a oscuras (1952) utilitza sonets, dècimes, romanços i altres estrofes tradicionals de la poesia barroca.
En parlar d'Ernestina de Champourcín com a poeta de la Generació del 27, és molt habitual fer recaure l'atenció sobretot en la seva obra anterior a la guerra. La qual cosa porta immediatament a comentar la radicalitat del canvi que es va produir en l'autora durant l'exili, que la porta cap a la poesia religiosa.
Però, en canvi, poques vegades es parla de la seva última poesia, de la que va escriure en tornar a Espanya en la qual, per a alguns autors, hi ha el millor de la seva obra, ja que es tracta d'una poesia en la qual es conjuga la contemplació retrospectiva, la memòria, sense deixar de tenir una mirada cap al futur afrontat amb la lucidesa i la valentia de qui s'acosta a la mort.
És per això que els experts consideren que en l'obra d'Ernestina de Champourcín es poden veure tres etapes, dues d'elles molt clares. Una primera etapa, la de la poesia de l'amor humà (1905-1936), que abasta els quatre llibres publicats amb anterioritat a la guerra civil. Des de En silencio (1926) fins a Cántico inútil (1936), en què l'autora evoluciona passant d'uns orígens que podrien qualificar-se de tardoromàntics i modernistes a una "poesia pura" molt pròxima a la de Juan Ramón Jiménez.
La segona etapa, que se separaria de l'anterior per un període de nul·la producció poètica, en els primers moments de l'exili a Mèxic, a causa de la necessitat de mantenir una activitat remunerada econòmicament; que podria denominar-se la de la poesia de l'amor diví (1936 -1974), s'inicia amb Presencia a oscuras (1952), obra que suposa un nou temps en la seva poesia. La temàtica passa a centrar-se de l'amor humà a l'amor diví. Es pot veure que la protagonista d'obres com El nombre que me diste... (1960), Cárcel de los sentidos (1964), Hai-kais espirituales (1967), Cartas cerradas (1968) i Poemas del ser y del estar (1972), té una profunda inquietud religiosa.
Una tercera etapa, la de la poesia de l'amor sentit (1974-1991), és la que s'inicia amb la tornada de l'exili, moment en què sorgeixen noves inquietuds en Ernestina de Champourcín: ser capaç de tornar-se a adaptar a la nova situació, retrobar-se amb llocs alhora coneguts i tan diferents, cosa que li fa iniciar una nova etapa en la seva poesia, que es caracteritza per l'evocació de temps i llocs. Els llibres finals, com Huyeron todas las islas (1988), són una recapitulació i un epíleg, d'una poesia que és alhora intimista i transcendent.
Obres
- En silencio. Madrid, Espasa-Calpe, 1926.
- Ahora. Madrid, Imprenta Brass, 1928.
- La voz en el viento. Madrid, Compañía Ibero-Americana de Publicaciones, 1931.
- Cántico inútil. Madrid, Aguilar, 1936.
- Presencia a oscuras. Madrid, Rialp, 1952.
- El nombre que me diste.... México, Finisterre, 1960.
- Cárcel de los sentidos. México, Finisterre, 1964.
- Hai-kais espirituales. México, Finisterre, 1967.
- Cartas cerradas. México, Finisterre, 1968.
- Poemas del ser y del estar. Madrid, Alfaguara, 1972.
- Primer exilio. Madrid, Rialp, 1978.
- Poemillas navideños. México, 1983.
- La pared transparente. Madrid, Los Libros de Fausto, 1984.
- Huyeron todas las islas. Madrid, Caballo Griego para la Poesía, 1988.
- Antología poética, (pròleg de Luz María Jiménez Faro). Madrid, Torremozas, 1988.
- Ernestina de Champourcín. Málaga, Centro Cultural de la Generación del 27, 1991.
- Los encuentros frustrados. Málaga, El Manatí Dorado, 1991.
- Poesía a través del tiempo. Barcelona, Anthropos, 1991.
- Del vacío y sus dones. Madrid, Torremozas, 1993.
- Presencia del pasado (1994-1995). Málaga, Poesía circulante, núm. 7, 1996.
- Cántico inútil,Cartas cerradas,Primer exilio,Huyeron todas las islas. Málaga, Centro Cultural de la Generación del 27, 1997.
- Epistolario (1927-1995) (2007). Correspondència amb Carmen Conde. Edició a càrrec de Rosa Fernández Urtasun. ISBN 978-84-9740-235-4.
- Poesía esencial(2008). Fundación Banco Santander. Colección Obra Fundamental. ISBN 978-84-89913-90-5.

Traduccions
Són moltes les traduccions que porten la seva signatura.
Va traduir els britànics Elizabeth Barrett Browning (Sonetos del portugués, de 1942) i William Golding (Nobel anglès, de qui va traduir El dios escorpión: Tres novelas cortas (1973). També és traducció seva l'antologia Obra escogida, d'Emily Dickinson (1946) i Cuentos, d'Edgar Allan Poe (1971).
També va realitzar versions espanyoles del Diario V: 1947-1955 (1985), de l'escriptora francesa Anaïs Nin, del filòsof francès Gaston Bachelard, va traduir El aire y los sueños (1943), i de l'historiador i pensador romanès Mircea Eliade: El chamanismo y las técnicas antiguas del éxtasis (1951).